# إلخان برداقجي
إلخان برداقجي (بالتركية: İlhan Bardakçı)‏ (22 فبراير 1926 - 27 فبراير 2004) هو صحفيٌ وكاتبٌ تركي.
درس القانون في جامعة إسطنبول، وامتهن الصحافة منذ عام 1948، حيث كتب في صحفٍ مختلفة. اعتُقل خلال انقلاب 27 مايو (أيار) لكتابته خبرًا بعنوان «Bu haberin rezilane bir yalan oldugunu»؛ وذلك ردًا على الأخبار أنَّ رئيس الجمهورية جلال بايار قتل خصومه وفرمهم، لذلك وضع في سجن مومكو. رُفعت العديد من الدعاوي القضائية ضده في ستينات القرن العشرين.
كان قد حُوكم بتهمة الخيانة لتسريبه وثائق تتعلق بتركيا إلى العراق وليبيا، وحُكم عليه بالسجن لمدة 17 عامًا، فهرب إلى ألمانيا لتجنب السجن، حيث استقر هناك، وقضى آخر 14 عامًا من حياته في بون.
كتب أثناء وجوده في ألمانيا عمودًا بعنوان «Tarihten Bugüne isimli bir»، واستخدم اسمًا مستعارًا وهو إلخان مراد.
اشتهرت لإلخان مقابلةٌ مع حسن الإغدرلي، وهو آخر جنديٍ عثمانيٍ في القدس، حيث كانت المقابلة عام 1972.

## مؤلفاته
من مؤلفاته باللغة التركية:
- تقنية الثورة وعلم النفس الاجتماعي (بالتركية: İhtilâl Tekniği ve Yığın Psikolojisi)‏، 1968
- (بالتركية: Taşhanʼdan Kadifekaleʼye)‏، 1975
- وداعًا للإمبراطورية (بالتركية: İmparatorluğa Vedâ)‏، 1985
- ما رأيته واختبرته في الغرب (بالتركية: Batı'da Görüp Yaşadıklarım)‏
- مشاهد تاريخية لا تُنسى (بالتركية: Tarihten Unutulmaz Sahneler)‏
- لقد نسينا (بالتركية: Biz Bizi Unuttuk)‏
- زلزال الإنسانية - تشريح الشيوعية (بالتركية: İnsanlık Zelzelesi - Komünizmin Anatomisi)‏